# Xylota steyskali
Xylota steyskali är en tvåvingeart som beskrevs av Thompson 1975. Xylota steyskali ingår i släktet vedblomflugor, och familjen blomflugor.
Artens utbredningsområde är Taiwan. Inga underarter finns listade i Catalogue of Life.